# Neopsolidium kerguelensis
Neopsolidium kerguelensis is een zeekomkommer uit de familie Psolidae.
De wetenschappelijke naam van de soort werd in 1886 gepubliceerd door Johan Hjalmar Théel.